# ۳۰۰ (میلادی)
۳۰۰ (میلادی) سیصد مین سال تقویم میلادی است.

## درگذشتگان
‎